# スギテツのGRAND NACK RAILROAD
スギテツのGRAND NACK RAILROAD（すぎてつのグランド・ナック・レールロード）は、NACK5で放送されているラジオ番組である。

## 概要
スギテツ（杉浦哲郎・岡田鉄平）の2人による音楽と鉄道に関する話題の番組。
2012年日本民間放送連盟ラジオエンターテイメント部門で優秀賞を受賞。
2022年7月3日より、当番組の前時間帯に放送されている2番組『はんざき畑』、『森田健作 青春もぎたて朝一番！』と入れ替わる形で放送時間が一時間早い5:00 - 6:00へ移動した。
放送開始当初から11年間、久野知美がコーナーパーソナリティとして唯一レギュラー出演を続けていた。

## コーナー
オープニングトークの後は、音楽を2曲→コーナー→音楽を1～2曲→コーナーという流れ。

### オープニングトーク
主に「オープニングメッセージ」としてリスナーからのメールを1通紹介する。直近の鉄道に関する話題について簡単なトークを行うこともある。

### 鉄分満載！スギテツの鉄道トーク
コーナー最初はその日のトークの内容にちなんだスギテツの2人の生演奏から始まる。「鉄分」は鉄道ファンの「鉄」の意。鉄道に関する蘊蓄話や鉄道関連の最新ニュース等テーマを決めてトークを進める。たまにゲストを迎えることもある。直近にスギテツの新曲の発売があるときにその楽曲を紹介したり、出演するイベントがあった場合にその模様を伝えることもあり、この場合必ずしも鉄道関係の話題とは限らない。一時期、コーナーの最後に「TRAIN　MUSIC」として杉浦が鉄道にまつわる楽曲を紹介していた。

### メール紹介
再度、スギテツの2人で進行。下記「メール募集のテーマ 」宛てのメールを数通紹介し、最後を「こんな音やってください！」宛てのメールのリクエストに応えて岡田・杉浦の生演奏で締めくくることが多い。特集などが組まれた回や先のコーナーで音楽を入れるなど、番組の尺による事情でこのコーナーが省略される場合もある。

### エンディング
「業務連絡」として番組からのお知らせやスギテツ関連の情報紹介。
その日の放送内で流れた曲のアーティスト名・曲名を最後にまとめて紹介する。

## メール募集のテーマ
番組宛てにリスナーからのメール募集を行っているが、いくつかテーマが設けられている。
- あなたのおすすめ鉄道スポット：鉄道に関する穴場情報など。
- こんな音やってください！：鉄道に関する擬音などのリクエストに応え、岡田のバイオリンと杉浦のピアノで演奏する。
- あなたのダイヤ改正：リスナーの新たに始める目標など。
- あなたの最寄り駅：リスナーの最寄り駅の行事・特産品などコアな情報。
- あつまれ模型鉄！：鉄道模型に関する自慢話など。
- 鉄道あるある：鉄道に関する「あるある話」。
- あのぉ、初心者なんですけど…：鉄道ファン初心者のための質問コーナー。
- わたしも「女子鉄」です！：女性の鉄道ファンからのメールを募集。「つれづれTRAIN」のコーナーで久野が紹介する。
- 駅弁 & 駅そばあれこれ：2016年3月に「駅そばあれこれ」として新設。駅そばにまつわるエピソード。うどんやきしめんなども可。2019年に「駅弁 & 駅そばあれこれ」に改題し、駅弁についても取り上げることとした。
- スギテツリクエスト：スギテツがこれまでにリリースしたアルバムの中からリクエスト曲を受け付けるコーナー。新型コロナウイルス感染拡大の影響で2020年4月12日放送より番組収録がリモート収録となったため、「こんな音やってください！」を行うことができなくなった代わりとしてリモート収録期間限定で行った。2020年7月5日の放送で終了した。
- おうちで鉄活：2020年8月7日新設。新型コロナウイルスの感染拡大により、鉄道に関する活動（鉄活)が思うようにできなくなっている中、工夫をこらして旅気分を味わう方法や自宅でもできる鉄活のアイデアを募集。タイトルは「おうちで～」となっているが自宅でできることには限らず、こんな楽しみ方があるといった情報も受け付ける。

これ以外の普通のお便りも受け付ける。

## 改編したコーナー
杉浦だけが担当していたコーナーは、久野知美と組んだ「つれづれTRAIN」（のちに久野の女子鉄レポートとして独立）が、改編でゲストを招いてのトークコーナー「杉浦哲郎と（ゲスト）の鉄イイ話」に変動している。

### 杉浦哲郎と久野知美のつれづれTRAIN → 杉浦哲郎のつれづれTRAIN・久野知美の女子鉄レポート
杉浦と「女子鉄アナウンサー」こと久野知美の2人で進行。岡田は加わらない。主に久野がメインで進行し、杉浦は聞き手に回る。ここでも鉄道に関する蘊蓄話や鉄道体験レポート等を話すが、久野の「女子鉄」ならではの目線での話題が出ることが多い。久野が聞き手として杉浦が体験レポート等の話題を提供することもある。「わたしも「女子鉄」です！」宛てのメールはこのコーナー内で久野が紹介する。
たまに南田裕介が加わることもあり、「杉浦哲郎と久野知美と南田裕介のつれづれTRAIN」として進行する。
2015年1月18日より、久野1人または杉浦1人でコーナーを担当することもあり、1人でのコーナー進行を「ワンマン運行」と呼んでいる。1人での担当の場合のコーナータイトルは「杉浦哲郎のつれづれTRAIN」・「久野知美のつれづれTRAIN」となる。その後は段々と「ワンマン運行」の頻度が高くなっており、杉浦と久野が2人でコーナーを担当することはあまり無くなって来ている。
2020年1月12日より久野が1人で担当する場合のみ、コーナー名を「久野知美の女子鉄レポート」に変更。2022年10月30日まで出演。

### 杉浦哲郎と（ゲスト）の鉄イイ話
2022年10月を最後に「つれづれTRAIN」「女子鉄レポート」が終了（放送開始以来続いた「つれづれTRAIN」のコーナーを刷新）して、代わりに11月6日、開始したコーナー。ゲストを招いて、鉄道対談を行うコーナー。マンスリーゲストとしてオオゼキタクとYASCORNなどを招き、1か月間鉄道対談となるが、週替わりゲスト・バイウィークリーゲスト、ゲストなしの月もある。またゲストの名前がタイトルに入るため、オオゼキの出演回は「杉浦哲郎とオオゼキタクの鉄イイ話」となる（ゲストなしや著名人でない場合は「杉浦哲郎の鉄イイ話」）。2023年4月度のマンスリーゲストは元近畿日本鉄道の名物広報担当で、現在は奈良県天理市にある「なら歴史芸術文化村」の総括責任者の福原トシヒロ。2023年6月度は各鉄道会社の広報担当がゲスト。

#### 2022年
|   | 放送日         | ゲスト       | 概要         |
| - | -------------- | ------------ | ------------ |
| 1 | 2022年11月6日  | オオゼキタク | 鉄道と音楽   |
| 2 | 2022年11月13日 | オオゼキタク | 保存車両     |
| 3 | 2022年11月20日 | オオゼキタク | 只見線       |
| 4 | 2022年11月27日 | オオゼキタク | 20番のD      |
| 5 | 2022年12月4日  | 山本豊福     | 大井川鉄道   |
| 6 | 2022年12月11日 | 小倉沙耶     | 稲沢市ライブ |
| 7 | 2022年12月18日 | 斉藤雪乃     | 稲沢市ライブ |
| 8 | 2022年12月25日 | 伊藤桃       | 完乗         |

#### 2023年
|    | 放送日         | ゲスト             | 概要                                          |
| -- | -------------- | ------------------ | --------------------------------------------- |
| 1  | 2023年1月1日   | 六角精児           | ローカル線                                    |
| 2  | 2023年1月8日   | YASCORN            | 北海道・東北の駅弁                            |
| 3  | 2023年1月15日  | YASCORN            | 毛野（北関東）・南関（南関東）・甲信の駅弁    |
| 4  | 2023年1月22日  | YASCORN            | 東海・北陸・関西の駅弁                        |
| 5  | 2023年1月29日  | YASCORN            | 中国・四国・九州・沖縄の駅弁                  |
| 6  | 2023年2月5日   | 小笠原聖           | プロローグ                                    |
| 7  | 2023年2月12日  | 小笠原聖           | アナウンス                                    |
| 8  | 2023年2月19日  | 小笠原聖           | 通過待ち                                      |
| 9  | 2023年2月26日  | 小笠原聖           | ご当地アナウンス                              |
| 10 | 2023年3月5日   | 浅野祥             | ふるさとチャイム（仙台市地下鉄・仙山線）      |
| 11 | 2023年3月12日  | 浅野祥             | ふるさとチャイム（東北新幹線）                |
| 12 | 2023年3月19日  | 浅野祥             | ふるさとチャイム（東北新幹線・続き）          |
| 13 | 2023年3月26日  | 浅野祥             | ふるさとチャイム（上越新幹線）                |
| 14 | 2023年4月2日   | 福原稔浩           | 宇治山田駅・澱川橋梁                          |
| 15 | 2023年4月9日   | 福原稔浩           | 近鉄名古屋線駅メロディ                        |
| 16 | 2023年4月16日  | 福原稔浩           | 近鉄奈良線                                    |
| 17 | 2023年4月23日  | なし               | 坂本龍一追悼特集「ホームタウン急行」「TOKIO」 |
| 18 | 2023年4月30日  | なし               | 坂本龍一追悼特集「テクノポリス」              |
| 19 | 2023年5月7日   | アロハ太朗         | ブルートレイン                                |
| 20 | 2023年5月14日  | アロハ太朗         | 銀河鉄道999                                   |
| 21 | 2023年5月21日  | アロハ太朗         | 鉄道とクラシック                              |
| 22 | 2023年5月28日  | アロハ太朗         | コラボレーション演奏                          |
| 23 | 2023年6月4日   | 今成唯依           | 西武鉄道（回数乗車券）                        |
| 24 | 2023年6月11日  | 友寄孝信           | 東武鉄道（スペーシアX）                       |
| 25 | 2023年6月18日  | 小澤公             | 相模鉄道（そうにゃん）                        |
| 26 | 2023年6月23日  | 田口文雄・木村仁   | 日本鉄道運転協会（運転業務）                  |
| 27 | 2023年7月2日   | 小笠原聖           | 車内アナウンス                                |
| 28 | 2023年7月9日   | 小笠原聖           | 駅そば                                        |
| 29 | 2023年7月16日  | 小笠原聖           | 北海道                                        |
| 30 | 2023年7月23日  | 立川真司           | 西武電車フェスタ（MIAT）                      |
| 31 | 2023年7月30日  | 立川真司           | 西武電車フェスタ（秩父鉄道・NEXCO）           |
| 32 | 2023年8月6日   | 寒空はだか         | 東武鉄道                                      |
| 33 | 2023年8月13日  | 寒空はだか         | 東京メトロ                                    |
| 34 | 2023年8月20日  | 遠峰あこ           | 京浜東北線                                    |
| 35 | 2023年8月27日  | 遠峰あこ           | 京浜急行電鉄                                  |
| 36 | 2023年9月3日   | 小泉李緒           | ロマンスカーミュージアム                      |
| 37 | 2023年9月10日  | 小泉李緒           | ロマンスカーミュージアム                      |
| 38 | 2023年9月17日  | 福島康之           | バンバンバザール                              |
| 39 | 2023年9月24日  | 福島康之           | バンバンバザール                              |
| 40 | 2023年10月1日  | 大日方樹           | 岩倉高校・相模鉄道                            |
| 41 | 2023年10月8日  | 大日方樹           | 岩倉高校・鉄道員                              |
| 42 | 2023年10月15日 | なし               | 鉄旅レポート（山形鉄道・峠の力餅）            |
| 43 | 2023年10月22日 | 丹羽俊介           | JR東海社長（吹奏楽部）                        |
| 44 | 2023年10月29日 | 開田健             | JR東海吹奏クラブ会員・JRセントラルビル役員    |
| 45 | 2023年11月5日  | 猪瀬敦・小笠原弓華 | JR東日本東京吹奏楽団・JR貨物音楽部            |
| 46 | 2023年11月12日 | なし               | 鉄旅レポート（宇都宮ライトレール）            |
| 47 | 2023年11月19日 | さいたまんぞう     | なぜか埼玉                                    |
| 48 | 2023年11月26日 | さいたまんぞう     | 東京カントリーナイト                          |
| 49 | 2023年12月3日  | なし               | 特集を組まれたので休止                        |
| 50 | 2023年12月10日 | 沖田貴             | 九州の鉄道                                    |
| 51 | 2023年12月17日 | 沖田貴             | 台湾・中華北京の鉄道                          |
| 52 | 2023年12月24日 | なし               | 特集を組まれたので休止                        |
| 53 | 2023年12月31日 | なし               | 総集編                                        |

#### 2024年
|    | 放送日         | ゲスト               | 概要                                           |
| -- | -------------- | -------------------- | ---------------------------------------------- |
| 1  | 2024年1月7日   | オオゼキタク         | ふりかえり                                     |
| 2  | 2024年1月14日  | オオゼキタク         | ルーツ                                         |
| 3  | 2024年1月21日  | オオゼキタク         | 鉄道にまつわる話                               |
| 4  | 2024年1月28日  | オオゼキタク         | 20番のD（再演）                                |
| 5  | 2024年2月4日   | 浅野祥               | 佐渡おけさ                                     |
| 6  | 2024年2月11日  | 浅野祥               | ソーラン節                                     |
| 7  | 2024年2月18日  | 鈴木哲也             | 時刻表ミュージアム                             |
| 8  | 2024年2月25日  | 鈴木哲也             | 時刻表ミュージアム                             |
| 9  | 2024年3月3日   | 鈴木哲也             | 時刻表ミュージアム                             |
| 10 | 2024年3月10日  | 瀧野由美子           | 鉄道趣味への道                                 |
| 11 | 2024年3月17日  | 瀧野由美子           | 吹奏楽部                                       |
| 12 | 2024年3月24日  | 瀧野由美子           | 飼い犬                                         |
| 13 | 2024年3月31日  | 福原稔浩             | 奈良                                           |
| 14 | 2024年4月7日   | 福原稔浩             | 奈良と鉄道                                     |
| 15 | 2024年4月14日  | 豊岡真澄             | 駅メロ（埼玉）                                 |
| 16 | 2024年4月21日  | 豊岡真澄             | 駅メロ（栃木）                                 |
| 17 | 2024年4月28日  | 岩下和了             | ミニコンサート                                 |
| 18 | 2024年5月5日   | 岩下和了             | 岩下の新生姜ミュージアム                       |
| 19 | 2024年5月12日  | 森野コージ           | エアトレイン                                   |
| 20 | 2024年5月19日  | 森野コージ           | 名古屋（zip-fm）→大宮（nack5）の民鉄           |
| 21 | 2024年5月26日  | 森野コージ           | 名古屋（zip-fm）→大宮（nack5）のJR以外利用方法 |
| 22 | 2024年6月2日   | なし                 | 飯田線（上編）                                 |
| 23 | 2024年6月9日   | なし                 | 飯田線（中編）                                 |
| 24 | 2024年6月18日  | なし                 | 飯田線（下編）                                 |
| 25 | 2024年6月23日  | 小林佳果             | TRAIN-TRAIN（fmサルース）                      |
| 26 | 2024年6月30日  | 沖田貴               | 西武電車フェスタ                               |
| 27 | 2024年7月7日   | 小笠原聖・アロハ太朗 | ミュージックサロン                             |
| 28 | 2024年7月14日  | 小笠原聖・アロハ太朗 | ミュージックサロン                             |
| 29 | 2024年7月21日  | 藤富郷               | 武蔵野線                                       |
| 30 | 2024年7月28日  | 藤富郷               | 借景鉄                                         |
| 31 | 2024年8月4日   | 南正時               | 東海道筋・北陸・甲信・東北の鉄道               |
| 32 | 2024年8月11日  | 南正時               | 九州・瀬戸内・北海道の鉄道                     |
| 33 | 2024年8月18日  | なし                 | 飯山線（上編）                                 |
| 34 | 2024年8月25日  | なし                 | 飯山線（中編）                                 |
| 35 | 2024年9月1日   | なし                 | 飯山線（下編）                                 |
| 36 | 2024年9月8日   | 相京正子             | 名鉄グランドホテル                             |
| 37 | 2024年9月15日  | 小倉沙耶             | 豊橋鉄道                                       |
| 38 | 2024年9月22日  | 小倉沙耶             | 稲沢駅                                         |
| 39 | 2024年9月29日  | 伊藤桃               | 最長片道切符                                   |
| 40 | 2024年10月6日  | 伊藤桃               | 一筆書き切符                                   |
| 41 | 2024年10月13日 | YASCORN              | サンライズ                                     |
| 42 | 2024年10月20日 | YASCORN              | 新駅弁                                         |
| 43 | 2024年10月27日 | 響丈                 | 車掌アナウンス                                 |
| 44 | 2024年11月3日  | 響丈                 | 岳南電車まつり                                 |
| 45 | 2024年11月10日 | 森厚人               | リニア・鉄道館                                 |
| 46 | 2024年11月17日 | 茅野正昌             | 鉄道唱歌・はまなす                             |
| 47 | 2024年11月24日 | 茅野正昌             | アナウンス                                     |
| 48 | 2024年12月1日  | なし                 | 水郡線（前編）                                 |
| 49 | 2024年12月8日  | なし                 | 水郡線（後編）                                 |
| 50 | 2024年12月15日 | 春日萌香             | プロレス                                       |
| 51 | 2024年12月22日 | 春日萌香             | 古墳                                           |
| 52 | 2024年12月29日 | 春日萌香             | 音楽関係                                       |

#### 2025年
|    | 放送日        | ゲスト                                      | 概要 |
| -- | ------------- | ------------------------------------------- | --- |
| 1  | 2025年1月5日  | オオゼキタク                                | 北陸鉄道能美線・北陸鉄道加南線 |
| 2  | 2025年1月12日 | オオゼキタク                                | 名古屋鉄道美濃町線・木曽森林鉄道 |
| 3  | 2025年1月19日 | 岩倉高等学校                                | 吹奏楽部とインタビュー |
| 4  | 2025年1月26日 | 岩倉高等学校                                | 吹奏楽部とインタビュー |
| 5  | 2025年2月2日  | 榎本悠（交通新聞社）                        | JR時刻表と色鉛筆 |
| 6  | 2025年2月9日  | 榎本悠                                      | JR時刻表と難読駅 |
| 7  | 2025年2月16日 | 榎本悠                                      | JR時刻表とアプリ |
| 8  | 2025年2月23日 | 聖ヶ丘小学校                                | 5・6年生ブラスバンド |
| 9  | 2025年3月2日  | 寒空はだか                                  | トークショー |
| 10 | 2025年3月9日  | 寒空はだか                                  | トークショー |
| 11 | 2025年3月16日 | 福原稔浩                                    | トークショー（天理駅の待合室・道の駅ストリートピアノ） |
| 12 | 2025年3月23日 | 福原稔浩                                    | トークショー（天理小学校オーケストラ・あべのハルカス・近鉄バファローズ）                                                                                            |
| 13 | 2025年3月30日 | 南田裕介                                    | 小学生時代（近鉄奈良線（大和西大寺駅）・関西本線（大和小泉駅）・荷物列車・ミステリートレイン・特急きのくに ）                                                       |
| 14 | 2025年4月6日  | 南田裕介                                    | 中学・高校生時代（越境通学（定期券）・吹奏楽部（クラリネット）・国鉄からJRへ・オリエント・エクスプレス '88 ）                                                       |
| 15 | 2025年4月13日 | 南田裕介                                    | 大学生時代（あかつき（寝台特急）・急行東海（国鉄113系電車）・ムーンライトながら・阪神大震災）                                                                       |
| 16 | 2025年4月20日 | 南田裕介                                    | 社会人時代（優香担当時代…ユーロスター・ミラノ市電 豊岡真澄担当時代…特急田中3号・漫画鉄子の旅 久野知美担当時代…笑神様は突然に…・鉄道伝説 入社以降全般…タモリ倶楽部） |
| 17 | 2025年4月27日 | 中止                                        | コンサート収録の為 |
| 18 | 2025年5月4日  | 3ガガヘッズ                                 | スリランカとモンゴルの鉄道 |
| 19 | 2025年5月11日 | 3ガガヘッズ                                 | ブルネイ（鉄道はない、自動車がメイン）とインドとコミンチャイナの鉄道                                                                                                |
| 20 | 2025年5月18日 | 3ガガヘッズ                                 | アフリカ・ヨーロッパ・西半球（特にペルー）の鉄道 |
| 21 | 2025年5月25日 | 二瓶明                                      | 東京都交通局職員（都電荒川線） |
| 22 | 2025年6月1日  | 二瓶明                                      | 東京都交通局職員（都電荒川線） |
| 23 | 2025年6月8日  | やきそばかおる                              | 小野田線 |
| 24 | 2025年6月15日 | やきそばかおる                              | 山口線・宇部線 |
| 25 | 2025年6月22日 | やきそばかおる                              | あいの風とやま鉄道 |
| 26 | 2025年6月29日 | 大塚雅士（クラブツーリズム社員・鉄道部員）  | 貨物線お座敷列車・ブルートレイン・都電荒川線・中央鉄道学園(親族が国鉄職員として在学経験）                                                                           |
| 27 | 2025年7月6日  | 大塚雅士                                    | 鮮魚列車・新幹線・博多南線 |
| 28 | 2025年7月13日 | 清瀬市立清瀬第十小学校小学5年生合唱団と校長 | 西武池袋線・大回り乗車・常磐線・八高線・L特急・ブルートレイン・ラビュー・52席の至福                                                                                 |
| 29 | 2025年7月20日 | なし                                        | 北海道・東北乗り鉄レポート（正編）｛塘路駅（釧網本線）・特急おおぞら（乗車区間・釧路～南千歳）・特急北斗（南千歳から乗車）｝                                        |
| 30 | 2025年7月27日 | なし                                        | 北海道・東北乗り鉄レポート（続編）｛特急北斗（函館まで）・東室蘭駅(やきとり）｝                                                                                     |
| 31 | 2025年8月3日  | なし                                        | 北海道・東北乗り鉄レポート（新編）｛はこだてライナー（函館～新函館北斗）・北海道新幹線（[新函館北斗～八戸乗車）・八戸線・三陸鉄道リアス線（久慈～大槌のみ乗車）｝   |
| 32 | 2025年8月10日 | なし                                        | 北海道・東北乗り鉄レポート（改編）｛三陸鉄道リアス線（大槌～釜石のみ乗車）・釜石線（釜石～花巻）・東北新幹線｝                                                      |
| 33 | 2025年8月17日 | 登龍亭獅鉃                                  | 鉄道落語「津軽海峡冬景色」・ダイヤグラム・京急・ゲージ |
| 34 | 2025年8月24日 | 登龍亭獅鉃                                  | 未定 |

| NACK5 日曜日 5:00 枠                                              | NACK5 日曜日 5:00 枠                                             | NACK5 日曜日 5:00 枠                                                                                      |
| 前番組                                                            | 番組名                                                           | 次番組 |
| ----------------------------------------------------------------- | ---------------------------------------------------------------- | --- |
| はんざき畑 ※5:00 - 5:30森田健作 青春もぎたて朝一番！ ※5:30 - 6:00 | スギテツのGRAND NACK RAILROAD （2022年7月3日 - ）                | - |
| NACK5 日曜日 6:00 枠                                              |                                                                  | |
| ENJOY! THE SUNDAY ※6:00 - 12:00 （2011年4月3日 - 2011年9月25日）  | スギテツのGRAND NACK RAILROAD （2011年10月2日 - 2022年6月26日 ） | はんざき畑 ※6:00 - 6:30 （2022年7月3日 - ）森田健作 青春もぎたて朝一番！ ※6:30 - 7:00 （2022年7月3日 - ） |

1. ↑  女性鉄道ファンのことを俗に「鉄子」と呼ぶことがあるが、久野はこの呼称を好まず「女子鉄」という呼称を提唱している。
2. ↑  鉄道ファンとして著名だが、ホリプロにおける久野の担当マネージャーでもある。